# Palu (Turcja)
Palu – miasto w Turcji, w prowincji Elazığ. W 2019 roku liczyło 9365 mieszkańców.